# Граф Орен

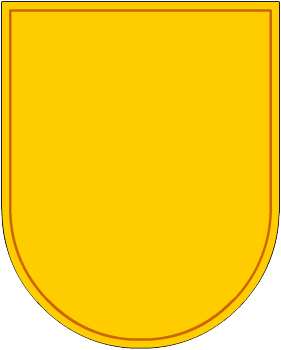
Герб семейства Менезиш, первых обладателей графского титула графа Орена.

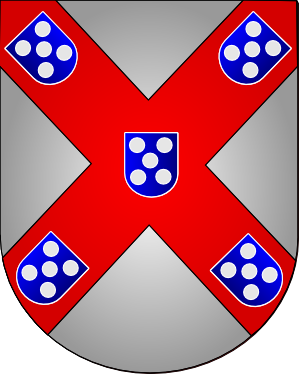
Герб герцогов Браганса, последующих носителей титула графов Орена.

Граф Орен (порт. Conde de Ourém) — португальский дворянский титул, созданный королевским указом 1370 года королём Фернанду I. Титул был присвоен дону Жуан Афонсо Тело ди Менезишу, который приходился кузеном (по другим данным — дядей) королеве Португалии Леоноре Теллеш де Менезеш. Жуан Афонсо Тело ди Менезиш принадлежал к могущественному семейству Менезиш, которое к XIV веку представляло высшее дворянство королевства, находящееся в родстве с королевской династией.
В 1383 году, после смерти короля Фернанду I королева Леонора получает регентство при своей дочери и её зяте (так как законных наследников мужского пола Фернанду не оставил). Своим указом королева присваивает титул 2-го графа Орена своему фавориту, галисийскому дворянину Жуану Фернандешу Андейру, весьма непопулярному в стране ввиду своего испанского происхождения.
По завершении кризиса престолонаследия, известного как португальское междуцарствие, новый король Жуан I присвоил титул графа Орена коннетаблю Португалии Нуну Альварешу Перейра. Когда дочь Нуну Альвареша Перейра вышла замуж за Альфонса I, первого герцога Браганса, титул графов Орена стал сопутствующим титулом рода Браганса.
В 1483 году Фернанду II (герцог Браганса) (6-й граф Орена) был обвинен королём Жуаном II в государственной измене и в переговорах с королевой Кастилии Изабеллой. Герцог был приговорен к смерти и казнен, а все его титулы и владения конфискованы. Титул графа Орена был пожалован Педро ди Менезишу (известному в литературе как Педро II), губернатору Сеуты, маркизу Вила-Реал и правнуку 1-го графа Орена Жуан Афонсо Тело ди Менезиша.
Когда на престол взошёл новый король Мануэл I, он вернул герцогам Браганса титулы и владения, включая титул графов Орена.

## Список графов Орена
1. Жуан Афонсу Телу де Менезеш (ум. 1381), 1-й граф Орена[2].
2. Жуан Фернандеш Андейру (порт. João Fernandes Andeiro) (1320—1383), 2-й граф Орена.
3. Жуан Афонсу Телеш де Менезеш, 6-й граф де Барселуш (ум. 1385), 3-й граф Орена.
4. Нуну Альвареш Перейра (1360—1431), коннетабль Португалии, 4-й граф Орена.
5. Афонсу де Браганса (1400—1460), 5-й граф Орена.
6. Фернанду I (1403—1478), герцог Браганса, 6-й граф Орена.
7. Фернанду II (1430—1483), герцог Браганса, 7-й граф Орена.
8. Педро ди Менезиш (Педро ди Менезиш II) (порт. Pedro de Meneses) (1425—1499), губернатор Сеуты, маркиз Вила-Реал, 8-й граф Орена.
9. Жайме (1479—1532), герцог Браганса, 9-й граф Орена.

список следующих графов Орена совпадает с герцогами Браганса.